# Interleukin 1

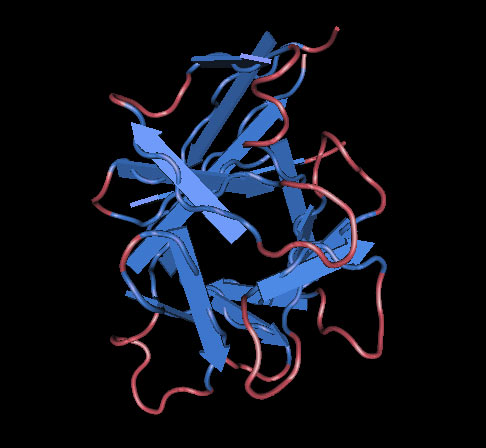
Krystalická struktura interleukinu-1 alfa

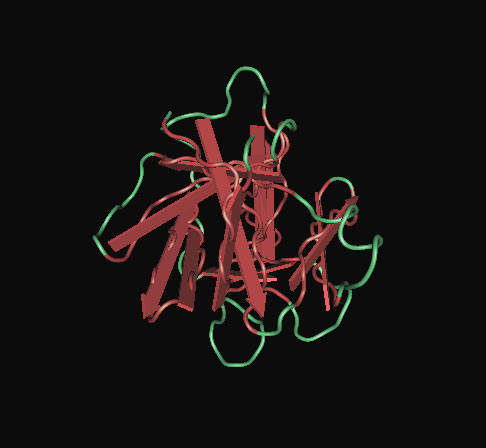
Krystalická struktura interleukinu-1 beta

Interleukin 1 (IL-1 či IL 1) je protein ze skupiny cytokinů, zařazovaný do tzv. rodiny interleukinu-1. V organismu se vyskytuje ve dvou formách, IL-1-alfa a IL-1-beta, které však nemají zcela shodné biologické funkce.

## Struktura interleukinu 1
Obě formy IL-1 jsou produkovány jako prekursory o molekulové hmotnosti 31 kDa, které jsou poté štěpeny specifickými buněčnými proteázami za vzniku maturovaných proteinů o molekulové hmotnosti 17 kDa. Prekursor IL-1alfa je na rozdíl od prekursoru IL-1beta plně biologicky funkční. Oba příbuzné proteiny představují produkt dvou různých genů, které se u člověka nacházejí na chromozomu 2. Nukleotidové sekvence vykazují 45% podobnost a aminokyselinové sekvence se shodují přibližně z 26 %. IL-1 zaujímá konformaci β-barelu složeného z dvanácti antiparalelních β-listů.

## Funkce interleukinu 1
IL-1 představuje jednu z klíčových molekul imunitního systému a tvoří významnou součást tzv. cytokinové sítě, která zajišťuje regulaci a koordinaci různých složek obrany organismu v případě infekce, zánětu, poranění nebo stresu. Jeho působení však zdaleka není omezeno jen na imunitní systém; interleukin-1 má vliv rovněž na normální růst a morfogenezi mnoha typů buněk i na celkový metabolismus. Představuje tedy protein s pleiotropním působením v organismu. V poslední době je IL-1 často studován z hlediska patogeneze mnoha autoimunitních onemocnění, jako je revmatoidní artritida, osteoporóza, lupénka, systémová skleróza, diabetes mellitus, Alzheimerova choroba či autoimunní encefalomyelitida, účastní se pravděpodobně též rozvoje řady kardiovaskulárních onemocnění . V některých případech lze k léčbě využít rekombinantní IL-1ra (antagonista receptoru pro IL-1), známý pod názvem Anakinra.

## Rodina interleukinu-1
Proteiny, které jsou strukturně a vývojově příbuzné interleukinu-1, jsou zařazovány do tzv. rodiny interleukinu-1. V současné době sem patří následující molekuly:
- IL-1a a IL-1b; interleukin-1 alfa a beta
- IL-1Ra; antagonista receptoru pro interleukin-1
- IL-18; interleukin-18
- IL-33; interleukin-33
- IL-1F5, IL-1F6, IL-1F7, IL-1F8, IL-1F9, IL-1F10; zkratka „Family of interleukin-1“ 5-10